# Emil Hirschfeld
Emil Hirschfeld (Danzica, 31 luglio 1903 – Berlino, 23 febbraio 1968) è stato un pesista e discobolo tedesco.

## Palmarès

### Olimpiadi
- Bronzo ad Amsterdam 1928 nel getto del peso.